# Edoardo Enrico Morabito
Edoardo Enrico Morabito (Messina, 31 luglio 1908 – Dibbuk, 3 marzo 1936) è stato un militare e giornalista italiano, insignito della medaglia d'argento al valor militare alla memoria nel corso della Guerra d'Etiopia.

## Biografia
Nato a Messina da Giuseppe e Francesca Panarello, fu animato da un ardente spirito patriottico e sostenitore del fascismo, affiancò giovanissimo gli squadristi messinesi dopo la Marcia su Roma. Fu messo alla guida dell'Associazione Studenti Medi quando, all'età di quindici anni, fondò e diresse il periodico Il Fuoco. In seguito, approdò al giornalismo quotidiano come redattore della "Gazzetta di Messina e delle Calabrie" (inizio da praticante nel 1927). Rimase alla "Gazzetta" fino al 1932, quando il PNF lo inviò alla redazione de "La Provincia di Bolzano". In Alto Adige si dedicò attivamente alla propaganda. Nel 1933 rientrò a Messina nella redazione della "Gazzetta", mentre contemporaneamente gli assegnarono il ruolo di guidare l'FGC della città.
Nell'aprile del 1935 decise di partire volontario per l'Africa Orientale, facendosi notare come ufficiale dell'autoctono battaglione «Hidalgo» in diverse azioni ardue sul fronte nord. Durante le pause, cedendo all'irresistibile impulso di scrivere, fece pubblicare le sue lettere per il giornale, che furono, dopo la sua morte, raccolte in un volume ("A. O.: Corrispondenze di guerra dal fronte nord", prefazione di Ivanoe Fossani, Messina, 1936). 
Scrive il 6 ottobre da Adua:
(Edoardo Enrico Morabito, A.O.: Corrispondenze di guerra dal fronte nord, p.111)
Morì in combattimento mentre era al comando di una compagnia locale. Fu il primo giornalista italiano a perdere la vita nella guerra per la conquista dell'Impero d'Etiopia. Giornalista-scrittore di robusta penna e di condensata interiorità, i suoi scritti restano tra i migliori esempi di prosa giornalistica di guerra.

## Giornalisti combattenti
Morabito rinunciò all'incarico di Ufficio Stampa di Guerra a favore dell'azione. Nel ruolino dei giornalisti combattenti e periti in Africa Orientale va ricordato, fra gli altri, accanto a Antonio Locatelli e a Lodovico Menicucci.